# Триродийиттрий
Триродийиттрий — бинарное неорганическое соединение
иттрия и родия
с формулой Rh3Y,
кристаллы.

## Получение
- Спекание стехиометрических количеств чистых веществ:

{\displaystyle {\mathsf {Y+3Rh\ {\xrightarrow {1170^{o}C}}\ Rh_{3}Y}}}

## Физические свойства
Триродийиттрий образует кристаллы
гексагональной сингонии,
пространственная группа P 63/mmc,
параметры ячейки a = 0,5230 нм, c = 1,738 нм, Z = 6,
структура типа триникельцерий CeNi3
.
Соединение образуется по перитектической реакции при температуре ≈1170°С
.